# Cerje (Zagreb)
Cerje is een plaats in de gemeente Zagreb in de Kroatische provincie Stad Zagreb. De plaats telt 404 inwoners (2001).